# Autoestrada A14

La Autopista A14 o Baixo Mondego es una autopista portuguesa, que conecta Coimbra con Figueira da Foz, ambas pertenecientes a la subregión Región de Coimbra, perteneciente a la Región Central, teniendo una longitud total de 39,9 km.
En Coimbra, la autopista comienza en el norte de la ciudad, teniendo un cruce con la A1, que se dirige al sur hacia Lisboa y al norte hacia Oporto, y con la IP3, que se dirige al este hacia Viseu. Al llegar antes de la ciudad de Figueira da Foz, la autopista tiene un cruce con la A17, que se dirige al sur hacia Leiria y Lisboa por la A8, y al norte hasta Aveiro.
La autopista fue inaugurada en 1994 entre Figueira da Foz y Montemor-o-Velho, con una longitud de 12 km, continuando hasta Ançã en 2001, con 13,4 km más, hasta llegar al cruce con la A1, en el norte de Coimbra, en 2002, creciendo en otros 5,5 km de longitud, teniendo un perfil de dos carriles de circulación por sentido a lo largo de todo su recorrido.
Brisa es la concesionaria desde que se puso en servicio la carretera. La autopista dispone de un sistema de peaje convencional entre Coimbra y Montemor-o-Velho, hasta Figueira da Foz es gratuito. Los precios actuales de peaje para todo el recorrido de la autopista son 2,50 € para la clase C1, 4,50 € para la clase C2, 5,75 € para la clase C3 y 6,40 € para la clase C4.

## Tramos
| Tramo                            | Situación          | km   |
| -------------------------------- | ------------------ | ---- |
| Figueira da Foz–Montemor-o-Velho | En servicio (1994) | 12   |
| Montemor-o-Velho–Ançã            | En servicio (2001) | 13,4 |
| Ançã–Coimbra ( A 1 )             | En servicio (2002) | 5,5  |